# Avenue Adrien-Hébrard
L'avenue Adrien-Hébrard est une avenue du 16e arrondissement de Paris. 

## Situation et accès
L'avenue Adrien-Hébrard est une voie publique située dans le 16e arrondissement de Paris. Longue de 131 mètres, elle commence au 4, place Rodin et finit au 65, avenue Mozart. Elle est à sens unique, en direction de l’avenue Mozart.
Elle permet d'accéder au square Leroy-Beaulieu, une impasse.
Le quartier est desservi par la ligne 9, aux stations Jasmin et Ranelagh.
Il existe une zone de servitude non ædificandi de 3 m de part et d'autre de la voie.

## Origine du nom

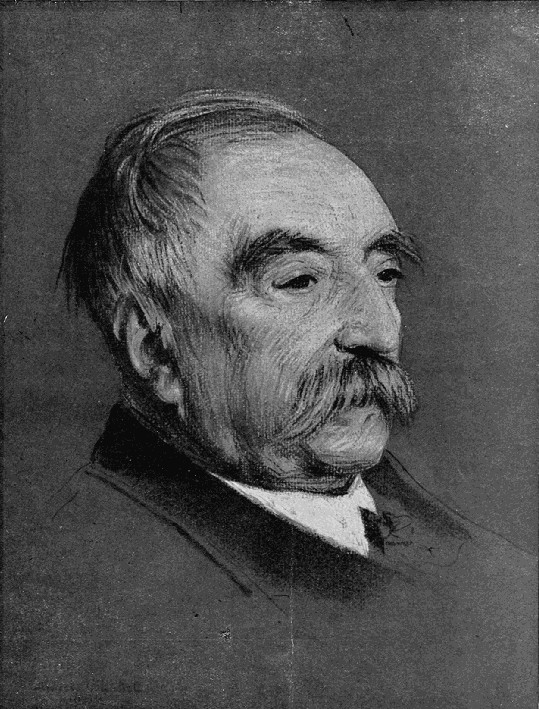
Le journaliste Adrien Hébrard.

La voie a été nommée en hommage à Adrien Hébrard (1833-1914), journaliste et homme politique,.

## Historique
Comme d'autres voies du quartier, elle est ouverte en 1928 sur les terrains de l'ancien couvent des religieuses de l'Assomption.

## Bâtiments remarquables et lieux de mémoire

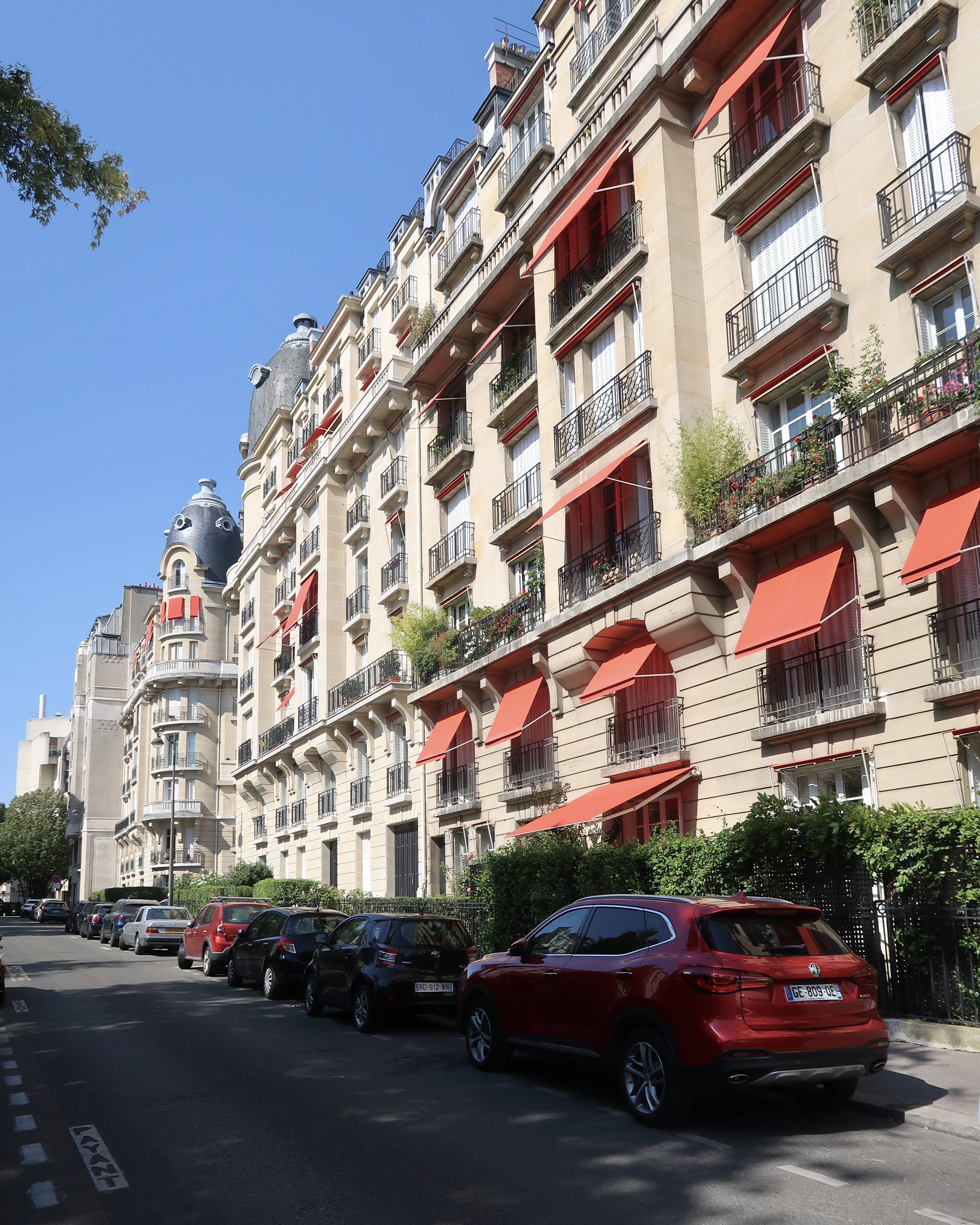
Autre vue de la voie.

- Jardin Christiane-Desroches-Noblecourt